# MS Mona Lisa
MS Mona Lisa – to statek pasażerski.

## Wyposażenie statku
Na pokładzie MS Mona Lisa znajduje się 379 kabin, a ponadto m.in.:
- kino
- basen
- biblioteka
- sauna
- fitness